# Устинов, Адриан Михайлович
Адриа́н Миха́йлович Усти́нов (1870—1937) — действительный статский советник, московский вице-губернатор в 1910—1916 годах, внучатый племянник дипломата М. М. Устинова.

## Происхождение
Родился в семье дворян-нуворишей. Основатель рода — петербургский и саратовский купец и промышленник Михаил Адрианович Устинов (1755—1836). К этому же роду принадлежали дипломат Алексей Михайлович Устинов (1879—1937) и актёр Питер Устинов (1921—2004).
Отец — Михаил Васильевич Устинов (1825—1899), внук родоначальника, мать — Мария Ивановна Цимбалина (ок. 1840 — ок. 1920). Помимо Адриана, в семье было ещё пятеро детей.

## Государственная служба
В 1893 году окончил IX классом Императорское училище правоведения (54-й выпуск).
Около 1899 назначается секретарем губернского присутствия. Не позднее 1904 года становится непременным членом губернского присутствия. В 1899 году значится коллежским асессором, в 1904 — надворным советником, в 1909 — статским советником.
10 апреля 1910 года становится московским вице-губернатором. Обстоятельства назначения Устинова В. Ф. Джунковский, тогдашний губернатор, описывает следующим образом:
25 марта скончался вице-губернатор А. С. Федоров. <…> На место Федорова <…> был назначен А. М. Устинов. Когда А. С. Федоров заболел и, по мнению врачей, дни его были сочтены, я тогда же остановился на мысли провести в вице-губернаторы А. М. Устинова, и, как только бедный Федоров скончался, я позвонил по телефону П. А. Столыпину в Петербург и, доложив о кончине Федорова, просил, в личное мне одолжение, назначить на его место Устинова, что к моему большому удовлетворению и было им исполнено.
Устинов, по словам Джунковского, «представлял собой тип честнейшего, благороднейшего, весьма образованного чиновника. <…> Это был кабинетный работник, но широких взглядов <…> Это был один из самых неоценимых, близких мне, дорогих и преданных сотрудников <…>».
Через некоторое время после своего назначения вице-губернатором Устинов был произведён в действительные статские советники.
Находился в должности до 15 августа 1916 года. Его преемником стал граф Н. В. Клейнмихель.

## После революции
После 1917 года неоднократно арестовывался. Последний арест последовал 30 сентября 1937 года. 15 ноября того же года приговорен к высшей мере наказания по обвинению в контрреволюционной агитации. Расстрелян 16 ноября 1937 года. Похоронен на Бутовском полигоне. Реабилитирован в июне 1989 года.

## Семья
Женился ещё очень молодым человеком на Марии Владимировне Быстрицкой (в девичестве Лестрад). Будучи к тому времени разведённой со своим первым мужем, Павлом Михайловичем Быстрицким (1855 — ?), и имея троих детей, она была старше Устинова на десяток лет. Общих детей у них не было. Свои дни Мария Владимировна окончила в доме умалишённых. Умерла до революции.
Дети Устиновой (носили фамилию отца — Быстрицкие):
- Федор Павлович (1878 — после 1934), офицер царской, затем — Красной армии, в 1930-е годы репрессирован; детей не имел.
- Владимир Павлович (1882—1934), авиатор, был женат на Софье Павловне Ганской, сестре А. П. Ганского, был русским авиационным агентом в Париже, после революции остался с семьей за границей; дочь — Кира Владимировна Быстрицкая (1906—1909), замужем за Борисом Владимировичем Веневитиновым, детей не имела.
- Мария Павловна (1886—1973), замужем за Борисом Николаевичем Людоговским (1882—1965); сын — Адриан Борисович Людоговский (1911—1988), крестник Адриана Михайловича Устинова (крестной была мать вице-губернатора, Мария Ивановна).

Следует отметить, что Адриан Михайлович унаследовал имя от своего прапрадеда, а также от двоюродного деда, своего полного тёзки — Адриана Михайловича Устинова (1802—1882). Более Адрианов среди Устиновых не было. Однако имя передалось упомянутому выше крестнику, который, в свою очередь, назвал тем же именем своего сына — Адриана Адриановича Людоговского (р. 1954). Кроме того, Адрианом был назван побочный сын старшего Адриана Михайловича, А. А. Крюков.